# خرفار مشطي
خرفار مشطي (الاسم العلمي: Phalaris pectinata) هو نوع نباتي يتبع جنس الخرفار من فصيلة النجيلية.